# Comuna Oleksandrivka, Sverdlovsk
Oleksandrivka (în ucraineană Олександрівка) este o comună în raionul Sverdlovsk, regiunea Luhansk, Ucraina, formată din satele Ananivka, Oleksandrivka (reședința) și Pancenkove.

## Demografie
Componența lingvistică a comunei Oleksandrivka
     Rusă (72,19%)
     Ucraineană (25,95%)
     Alte limbi (0,71%)
Conform recensământului din 2001, majoritatea populației comunei Oleksandrivka era vorbitoare de rusă (72,19%), existând în minoritate și vorbitori de ucraineană (25,95%).